# Bite Your Lip (Get Up and Dance!)
Bite Your Lip (Get Up And Dance!) è un brano composto ed interpretato da Elton John; il testo è di Bernie Taupin. Fu pubblicato come singolo il 31 gennaio 1977 e raggiunse la 28ª posizione sia negli Stati Uniti che nel Regno Unito.

## Il brano
Musicalmente parlando, presenta elementi rock, pop e gospel.
Il pezzo viene aperto dal pianoforte di Elton; si fanno poi notare Davey Johnstone alla chitarra slide e Ray Cooper ai congas, oltre al chitarrista Caleb Quaye. Degni di nota i cori all'interno brano; per tutti gli ultimi quattro minuti la melodia esplode in un'incredibile jam, mentre i coristi si cimentano in varie prestazioni vocali, ripetendo la frase "Bite your lip - get up, get up and dance!". Sono messi in evidenza anche un doppio basso e una sezione di archi: questi strumenti musicali conferiscono al brano toni affini a quelli della disco music. 
Il testo di Bernie Taupin cita alcune località geografiche e si adatta al brio della melodia composta da Elton.
La B-side del singolo statunitense era Chameleon, quarto brano dell'album Blue Moves (1976) dal quale proveniva anche la stessa Bite Your Lip (essa costituiva l'ultima traccia dell'LP).
Bite Your Lip (Get Up and Dance!) chiuse quello che doveva essere l'ultimo concerto della rockstar, al quale era presente Stevie Wonder (1977). John eseguì il pezzo anche al Central Park di New York nel corso di un concerto gratuito (in quella famosa occasione Elton si travestì da Paperino davanti ad un pubblico di oltre 500.000 persone).

## Formazione
- Elton John - voce, pianoforte
- Davey Johnstone - chitarra slide
- Caleb Quaye - chitarra elettrica
- Kenny Passarelli - basso
- James Newton Howard - sintetizzatore
- Roger Pope - batteria
- Ray Cooper - percussioni

Sono messi in evidenza anche:
- The Cornerstone Institutional Baptist and Southern California Community Choir
- The Gene Page Strings